# Centaurea raimondoi
Centaurea raimondoi — вид квіткових рослин родини айстрових (Asteraceae). Ендемік пн.-зх. Туреччини (Болу).

## Біоморфологічна характеристика
Багаторічник. Кореневище коротке. Стебла поодинокі чи кілька (2–3), висхідні, 9–21.5 см заввишки. Листки щільно-дрібно-волосисті, нижні 1–2 з парами ланцетних сегментів, зазвичай утворюють прикореневу розетку під час цвітіння; серединні та верхні листки цілокраї до перистороздільних, сидячі. Квіткова голова одинарна, 1,5–3 см ушир. Обгортка заввишки 12–14 мм, 6–10 мм ушир. Філярії видовжено-трикутні, голі. Квіточки фіолетові; крайові квіточки променисті, розділені на 4–6 трикутних часток. Сім'янки 2.8–3.5 × 2 мм; папус приблизно в чотири рази коротший від сім'янки. Цвіте в червні. Плодить у липні.

## Середовище
C. raimondoi наразі відомий лише з одного місця, в провінції Болу, між містами Менген і Пазаркьой. Росла на скелястих місцях на висоті 1200 метрів над рівнем моря, на краю лісу, де переважала Pinus nigra.